# 37859 Bobkoff
37859 Bobkoff è un asteroide della fascia principale. Scoperto nel 1998, presenta un'orbita caratterizzata da un semiasse maggiore pari a 2,6487415 UA e da un'eccentricità di 0,1063947, inclinata di 4,74267° rispetto all'eclittica.